# 林家木久扇
林家 木久扇（はやしや きくおう、1937年〈昭和12年〉10月19日 - ）は、日本の落語家、漫画家、画家、実業家。所属事務所のトヨタアートの代表取締役社長である。
血液型はA型、出囃子は「宮さん宮さん」、定紋は林家彦六一門の定紋である「中陰光琳蔦」。前名の初代林家木久蔵としても知られる。

## 来歴・人物
1937年10月19日、東京市日本橋区久松町の雑貨問屋に生まれる。比較的裕福な幼少期を過ごしたが、太平洋戦争による使用人の出征、東京大空襲による店の全焼、自身は青森県への疎開など被害に巻き込まれ、家族が離散。小学4年生の時から新聞配達をして家計を支えた。自分を支える経済、お金の入ってくる道を発見工夫して上昇していくことが大切で、「金はあるに越したことはない」という考えを持つに至る。そのためか貧乏を嫌い、終生長屋暮らしだった師匠彦六を「清貧に甘んじ人情に厚い人」と評する一方で「噺家は貧乏でもいいという姿勢」を欠点とし、「噺の中に出てくる人物と同色の暮らし向きをして、若手落語家たちにあれが老成大家の未来像なんだと植えつけてしまった（例として、落語会のギャラを自分の分だけでなく、弟子達の分まで半分相手に返してしまう行動など）」と記している。
自己紹介は「スーパースターの林家木久扇でございます」で始まる。
「現在の多くの若い落語家は経済観念が欠落している」とも批判している。師匠彦六の天敵でありインタビュー依頼電話に「私が喋るのは只じゃござんせん」とプロ意識を持っていた6代目三遊亭圓生、豪邸を建てた3代目古今亭志ん朝、師匠彦六と同じ長屋住まいだが「横丁の大金持ち」とあだ名されるほど貯金をして、脳溢血で倒れた際入院費・治療代を全額貯金を払って亡くなり、一方師匠彦六の友人であり亡くなる直前まで金のことを考えていた9代目桂文治を賞賛している。
木久扇が圓生の考えに賛同する部分は特に経済観念であり、噺家活動の方向性については「落語は古典でなくては、のかたまり」「指導力のある人だが、一方的」と感じていたと『ぼくの人生落語だよ』で記している。また、志ん朝の父・5代目古今亭志ん生は対極的に“貧乏長屋”の代名詞として、今なお志ん生一門中心に噺家の小咄のネタとなっている。
木久扇のライバルは“先月の売り上げ”である（ラーメンだけでなく、噺家・作家としての売り上げも含む）。
多芸多趣味であることもあり、落語界の外に多くの知己を持っている。大御所になってからも、絵の師匠に弟子入りしたりしている。
私生活では、常に帽子を目深にかぶり、絶対に有名人であることを悟られないように用心深く過ごしている。弟子もつけないことが多い。清水崑からは門弟中に「ひとり高く、孤高であれ、お前さん群れなさんなよ」とよく励まされており、その言葉の影響もある模様。
楽屋での人間関係は孤立気味であり、会話はもちろん視線を合わすことも避けられている。これは嫌われているのではなく、不意に変なもうけ話をメンバーに持ち込むため、他のメンバーが絡みづらいと感じているからだとされる。6代目三遊亭円楽は東京スポーツからのインタビューで「たまたま目が合ったら、近づいてきて、“いい木材を大量に仕入れたからそれを彫り物にして売ろうよ”と持ちかけられた」と暴露した。また、過去に象を輸入して観光料で儲けようとしたが、絶滅のおそれのある野生動植物の種の国際取引に関する条約（ワシントン条約）に引っかかって大儲けどころか、象が輸入されずに大損したこともある。この時の象は木久象とまで名前をつけていた。とはいえ、若い時分には、師匠連にお茶を出すのは大変だ、ということで二口急須を発明して商品化されるなど、成功した事例もある。
本人の著書によれば、1976年に（本に1967年とあるのは誤り）腸閉塞症に罹り、生存率60%といわれる手術を成功させている。この時、臨死体験に近いことを体験した。父親は胃癌で死亡したが、2000年に本人も胃癌に罹り、胃を3分の2切除している。ダブル襲名の口上で、きくお改め木久蔵は、この7年前（2000年）に木久扇がガンを患ったことに触れており、「（木久扇が）元気なうちに真打昇進できて良かった。これでいつ天国に行ってもらってもいい」と述べている。
赤塚不二夫やタモリとは長く親交があり、彼らの仕事場や宴会にはよく顔を出している。また横山やすしとは親友の間柄であり、やすしを全国ラーメン党の副会長兼大阪支部長に任命したことがある。
3代目三木助死後、三木助の死後まで残っていた門弟達は、三木助と同じ筋である8代目桂文楽、5代目柳家小さんを前に次の新たな師匠を決めさせられ、木久蔵（当時・木久男）以外の門弟は皆小さんを選択した。それにもかかわらず8代目林家正蔵一門へ移籍したのは、三木助の病床時に林家正蔵が見舞金を贈ってきたことに対し、「これが一番嬉しい」と三木助の妻が言っていたため。当時の木久男はまだ前座になりたてで、落語界の人間関係をよく理解していなかったと語る。
自身の選定により、
- 家が狭いこと（貧乏長屋であり、部屋数も少ない。掃除が楽）
- 師匠の子供が既に成人して、自立していること（子守の仕事をすることがない）

ということをメリットに考えた。しかし、正蔵が道具噺をするということまでは実際その準備にかりだされるまで知らず、道具を部屋から引っ張り出し、運び出し、大道具の設置をしなくてはならず苦心した。
本人の著書によれば、約1年半、前座として新師匠彦六宅で修行をする。そのため、彦六の物真似が出来るようになった。笑点の大喜利など随所で披露する他、現在では「林家彦六伝」という新作落語まで作った。反面、彦六一門は師匠彦六自身も含めて本寸法であっても極めて地味な芸風で、テレビで売れるタレント落語家たちとは対極の位置にいたことに対し、『笑点』で活躍する木久蔵はまさしく売れっ子タレントの一人であり、また、預かり弟子であることと、テレビでの活躍などでほとんど長屋に顔を出す機会がなかったこともあってか、彦六は彼への強い印象は持っていなかった（破門宣告も木久蔵に対し37回下しているものの、門弟全員が似たような数の宣告を受けていて、弟弟子の林家九蔵（後の三遊亭好楽）も23回破門宣告を受けている）（林家彦六の性格参照）。
このことについては、『笑点』の鶴亀大喜利で三波伸介が木久蔵について師匠彦六に質問したのに対し「あいつはなんだかわからねえ」と答えており（『笑芸人』でも木久蔵自ら語っている）、弟弟子時代からの付き合いで圓楽一門へ移籍した今もなお、笑点メンバーとして付き合いの長い三遊亭好楽（当時：林家九蔵）においても、入門当初から売れっ子だった兄弟子であり、稽古を共にした記憶が無く（「東京かわら版」インタビュー参照）、笑点のメンバーになるまでほとんど面識がなかった模様（このインタビューでも明示されているが、九蔵を笑点に誘ったのは5代目圓楽だった）。
弟弟子林家正雀も、著書で師匠彦六の自宅稲荷町に通ってくる兄弟子の記録として、「3代目八光亭春輔、3代目桂藤兵衛、林家時蔵が毎日、九蔵が時おり、5代目はやし家林蔵はよく来た」とだけ記している。
日本橋出身であることを誇りに思い、上を走る首都高速道路を地下に移設してほしいと、時々笑点の挨拶で訴えている。
『クジラ食文化を守る会』の副理事を務めている事でも分かるように、捕鯨文化の維持を主張しており、『正論』2018年5月号では「食べていい生物といけない生物　決めるのは誰？」というタイトルで、『ビハインド・ザ・コーヴ 〜捕鯨問題の謎に迫る〜』の監督を務めた八木景子との対談が掲載された。
1985年8月12日、当時の笑点メンバー（5代目三遊亭圓楽、桂歌丸、林家こん平、三遊亭小遊三、三遊亭楽太郎（後の6代目三遊亭円楽）、古今亭朝次（後の7代目桂才賀）、山田隆夫）とともに翌日の阿波踊りに参加するべく徳島入りの予定だったが、当初予約した徳島空港行きの飛行機が遅延した上に同空港の悪天候により条件運行となった。そのため、徳島行きの便の1つ後に出発する日本航空123便に搭乗し、神戸港から船で移動する案が出された。しかし、こん平が「いいじゃないかい、決まった便でゆったり行こうよ、きっと徳島空港に着陸できるよ」と提案したために、当初の予定通り徳島行きの便に搭乗し、123便の墜落事故を逃れた。墜落事故については、徳島空港到着後宿泊先のホテルへタクシーで移動中に知ったという。
あまり想像できないが、芸にはかなり厳しく弟子たちにも厳しい一面もある。そのため彼の下で育った数と同じくらい、廃業をした弟子の数も多い。息子の二代目木久蔵は『笑点』に出演していた父を見て、「これなら自分でも（落語家に）なれる」と思い、落語家になろうと決意したという。

### 大喜利メンバーとして
『笑点』には1967年10月放送の「若手大喜利」で初出演。1969年11月9日から出演し、2024年3月31日まで約55年間出演していた。これは大喜利の歴代メンバーの中で最も長い出演期間だった。
大喜利メンバーに入った当初、特徴が無かった木久扇は自分をどうキャラ付けしようか迷っていたが、ある日TVで流れていた嵐寛寿郎の出演するチャンバラ映画を見たのを思い出し、大喜利の回答で鞍馬天狗になりきって「杉作、日本の夜明けは近い」と話したら、これが見事にハマった。そこから目覚めて、時代劇言葉で返すようになって、自身のキャラクターが確立していった。しかし実は鞍馬天狗には原作にも映画にも「杉作……」などというフレーズは出て来ず、木久扇の創作である。それがのちに、木久扇が扮する鞍馬天狗でCMが作られ、賞を受けた。
大喜利で歌を歌うのも木久扇の特徴である。昔からミュージカルが好きであった木久扇は、植木等や榎本健一のようにセリフの合間に歌を盛り込んだら会場も盛り上がるだろうと考え、自身以前にはいなかった歌を歌う大喜利メンバーとなった。
木久扇の持ちネタの落語『林家彦六伝（明るい選挙）』にも出て来るが、木久扇の『笑点』起用は初代司会者七代目立川談志が推薦したことが大きく影響している（現在のキャラクター「与太郎」についても同様である）。その一方、時折与太郎キャラと大きく異なる回答（社会風刺・反戦・メンバー罵倒など）を出して驚かせることもあり、先述の司会者によるフォローも、こうした回答を受けてから発せられることが多かった。自身が襲名の後見を勤めた二代目林家三平が加入後から降板までの間は三平に対して説教やダメ出しをする事が多かった。「芸術の秋と掛けまして三平さんの答えを聞いた時と解く」の謎掛けに昇太が「その心は？」と聞くと「えっ！？」と答えていた。
色紋付の復活当初は「一番目立つ色」という理由で赤い色紋付を着用していたが、1年ほどですぐに黄色に変わり、そのまま現在まで至る。このため、5代目司会者の歌丸や三遊亭好楽などからは「黄色い人」、林家こん平からは「Yellow」と呼ばれたり、解答席で隣の春風亭昇太が問題の解答にダジャレで答えてスベった際に、「横にいると黄色いのが移る」と語っている。
回答の多くはシンプルな駄洒落が多く、そのシンプルさ故に観客や司会者から先に答えを言われて座布団を没収されてしまう事も多い。その中でも番組内で多用している「やぁねぇ」 の駄洒落から、屋根の発展に貢献したとして2004年（平成16年）に神奈川県瓦屋屋根工業連合会の名誉総裁に任命された。
時代劇への造詣の深さから、嵐寛寿郎が『笑点』の「伸介のなんでもコーナー」（1975年7月6日放送）にゲスト出演した際に共演している。また、演芸コーナーで時代劇コントグループカンカラが出演する場合、ゲストで出演することもある。
「いやんばか〜ん・・・・」は1978年4月12日にレコード化（原曲はジャズナンバーの「セントルイス・ブルース」）しており振付師の真島茂樹が考案したこの歌への新しい振り付けを2005年10月22日の「BS笑点」で初披露、2006年1月1日放送の「大笑点」では「いやん、ばか〜ん、ツー」と紹介された。
50年間メンバーとして出演していることから、それに触れる際に「司会者を5人（初代司会者立川談志、2代目司会者前田武彦、3代目司会者三波伸介、4代目司会者五代目三遊亭圓楽、5代目司会者桂歌丸）送っている」とネタにする事が多い。
80代を迎えた辺りから「高齢になり、家への帰り道が分からない」といった認知症キャラクターも演じることもある。2021年に大腿骨を骨折し復帰後は、座布団には座らずに座布団を前に置く形で椅子に着席したうえで出演している。
1986年から長年3枠に座っていたが、2022年2月6日に桂宮治がメンバーに加わったのに伴い、既存するメンバーの席替えが30年振りに行われ、木久扇は3枠から4枠に移動した。また、1992年から長年2枠で木久扇の隣に座っていた弟弟子の好楽も5枠に移動したため、引き続き好楽とは隣同士で座ることになった。
少年時代に東京大空襲を経験している事もあり、世界平和を願う回答をする事もしばしばある。
2023年8月27日、毎年恒例の『24時間テレビ』内「笑点チャリティー大喜利」において、2024年3月31日をもって『笑点』を卒業することを発表。コメントでは「芸というものは次の世代にバトンタッチしなければいけません。私の座布団も芸も新しい人にバトンタッチいたします。今日の24時間テレビ、『明日のために今日をつなごう』というテーマで、私は背中を押されたわけでございます」と述べ、後進へ席を譲ることを卒業の理由としている。そして2024年3月31日の笑点で最後に「また来週！」と言い残し番組は終了。翌週の4月7日から立川晴の輔に交代するも前の予告通り同放送回にも晴の輔の紹介で出演、更にその翌週の4月14日にも、所属する落語協会の真打昇進披露口上の挨拶に出演、また2024年1月1日から番組のオープニングの作画も担当しており今後も『笑点』に関わっていくとしている。
五代目圓楽司会時代に、答えに「どうしたの？」等答えに対して司会者が問い掛けたりする問題で司会者を無視して答えた後、歌丸が説明して歌丸が座布団を取られた時、座布団没収の原因となった為、扇子で頭を叩かれていた。
歌丸司会時代、答えで「ハゲチャビン」と言うと「バカチャビン」と返されていた。また意味不明な答えに対して「木久ちゃん、思い付きで答えを言わないでね」と言われていた。
答える順番を間違う事もしばしばで、後に言う答えを先に言ってしまい、「あ、先に言っちゃった」と言う。
挙手したから答えるかと思いきや「何ですか？」と聞く事があり、歌丸司会時代には「手を挙げたから指したのに」とか「あんた、今まで何やってたの？」と言われていた。
また、「答えがないのに手を挙げる」と言う自虐ネタがある様に答えが出来てない(考えていなかったりまとまってない)のに挙手する事がある。その為、答えを誤魔化す事もある。「かかあ天下の家とは？」と言う問題では「かかあ天下の家ですね？かかあ天下の家は大変なんですよ。ちょっと考えさせて下さい」と言っていた。

### YouTuberとして
YouTuberとしてデビューしたのは一部報道によると、HIKAKINの年収が数十億円に上るという噂を聞いて俄然やる気になったためという。動画投稿のノウハウについてはHIKAKINから教えを得ており（YouTuber名のKIKUKINもあやかったもの）、その様子は2020年1月1日放送の「笑点　正月スペシャル」でも放送された。
2021年3月をもって、YouTubeでの活動を休止。

### 改名歴

#### 前座名・桂木久男
落語芸術協会（当時は日本芸術協会）から落語協会に移籍した3代目桂三木助（芝浜の三木助）の直弟子である。3代目三木助は弟子にはほぼ全員に「木久」の字をつけていた。彼も例外ではなく、「木久男」という名をもらった。ちなみに木久扇の息子の2代目木久蔵の前名である「きくお」は、木久扇が最初に名乗ったこの名前から取られたものである。

#### 林家木久蔵
3代目桂三木助没後、三木助の未亡人(女将さん)に連れられて8代目林家正蔵（後の彦六）宅へ行き、8代目林家正蔵門下に移籍した際、既に新しい芸名が用意されていた。正蔵は芸名の名付けについて「三木助の弟子だったから「木」と言う字は残そう。私は正蔵だから「蔵」と言う字をあげる。永く続くように(永く久しいから)「久」と言う字で繋いだらどうだ」と語り、
「林家木久蔵」と新たな芸名を与えられた。本人は「二人の師匠の名前が入っているから凄く誇りにしている」と語っていた。

#### 林家木久蔵を名乗り続けた理由
彦六が8代目として名乗っていた「林家正蔵」という名は、7代目林家正蔵没後、7代目の子息・初代三平（海老名家）から一代限りという約束で借りたものなので、8代目林家正蔵はその義理から、自分の一門で「林家」の亭号を増やさないように、弟子が真打になると全員春風亭・橘家など「林家」以外の名に改名させることとした。
ただし、木久蔵は三平に気に入られていたことから、真打になっても「林家」の名を変えずに済んだ（「笑点」での木久蔵の真打昇進披露の時には三平、8代目正蔵、9代目桂文治と共に高座に上がった）。林家三平没後は、林家九蔵（同名で真打昇進してから彦六没後1年後に五代目圓楽一門に移り三遊亭好楽に改名）、林家時蔵、林家正雀は、「林家」亭号の変更をしない方針となった。
こうした経緯もあってか、初代三平の長男・こぶ平の「9代目正蔵」襲名および次男・いっ平の「2代目三平」襲名に際しては、「笑点」の共演者でもあり多発性硬化症により休養を余儀なくされ、高座を離れていた二人の師匠・こん平の代理として後見を務めている。

#### 林家木久蔵から林家木久扇へ
実子も落語家であり、上述のように、自らの初名「桂木久男」に因み、「林家きくお」と名づけた。
2007年（平成19年）9月の真打昇進にあたり、きくお（当時）が「有名になりたい」と言ったため、木久蔵をきくおに譲ることで、きくおの知名度向上を図る事とした。そして、初代木久蔵の新しい名前を演芸番組「笑点」の企画として新しい芸名を公募。『夕刊フジ』は木久扇を「アイデアマン」と評した。
このプランは『笑点』が開いた2006年10月19日の記者会見で明らかにされた。新芸名公募の募集を行った日本テレビへの応募総数は30377通に達した。2007年5月6日放送の『笑点』で新しい名前を発表。公募開始前から「林家木久翁（はやしやきくおう）」が候補とされていたが、結果としては読みが同じ「林家 木久扇（はやしや きくおう）」という名となった。音響の専門家から「お」で終わる名前をアドバイスされたという。結果、これまでの「木久ちゃん」の愛称までは改称されていない。
その他に最終候補に残った名前は「木久彦（きくひこ）」・「木久左（きくざ）」・「木久茶（きくさ）」・「木久寿（きくじゅ）」だった。
漢字は、本人自身が林家 木久扇という字を選んだ。なお、この案で応募したのは2名。「おうぎ」という訓読みを縮めたものと思われる。このためか、立川談志は自身の番組「談志・陳平の言いたい放だい」で、この報道を聞いてすぐに「『オウ』なんて読みはねーよ」というコメントを残している。
2007年4月28日の記者会見では、「落語は聴き込んでいくと面白く奥が深い。が、入り口で誰かが宣伝マンをやらないと中に入ってきてくれない。その役を私がやってきたが、それは変わらない」と話し、従来通りのキャラをやりつづけることを明らかにした。

### 恩人
木久扇は三人の恩人を挙げている。
- 初代林家三平 - 前座時代から木久扇を可愛がっていた人物であり、木久扇をテレビの世界に誘った人物。
- 立川談志 - 長年レギュラーを務めた「笑点」を立ち上げた人物で、一番の恩人。ただ、「俺が「笑点」に推薦してやったんだから」と言う理由で参院選の手伝いをさせられる。
- 林家彦六（八代目林家正蔵）- 木久扇の師匠。

### その他
- 前座時代、前座は持ち時間が短い為短くやるように言われたが、その頃「寿限無」しか知らず短くやるのに苦心していた所、森山加代子の『月影のナポリ』が流行っていた為、『月影のナポリ』を3番まで歌って高座を降りたら前座頭から「高座で歌っちゃいけないの。落語はお話なんだから」と注意を受け、それを知った師匠の8代目正蔵からも「おめぇは新宿で歌ったそうだけど馬鹿野郎」と言われた事がある。

## 役職
- 一般社団法人落語協会相談役、真打
- 公益社団法人日本漫画家協会正会員、参与
- 日本俳人協会会員
- 北海道ニセコ町観光大使
- 神奈川県瓦屋屋根工業連合会名誉総裁
- 鯨の食文化を守る会副理事
- 全国ラーメン党会長（党首と書かれることもある）
- 有限会社トヨタアート代表取締役（本名の豊田洋名義）

## 経歴

### 落語家として
- 1960年（昭和35年）、落語界入り。弟子入りしていた漫画家清水崑の紹介で三代目桂三木助に入門。三木助は弟子には「木久」の字をつけていたので、木久男の名をもらう。
- 1961年（昭和36年）1月、師匠三木助死去。
  - 同年3月、八代目林家正蔵一門へ移籍、「木久蔵」と改名し、新宿末廣亭で初高座（演題は「寿限無」）。
- 1965年（昭和40年）9月、二ツ目昇進。
- 1973年（昭和48年）9月、林家木久蔵、三遊亭好生、桂文平、四代目三遊亭歌笑、三遊亭生之助、橘家三蔵、柳家小きん、三遊亭歌雀、柳家さん弥、金原亭桂太の十人で真打昇進。
- 1982年（昭和57年）1月29日、師匠林家彦六死去。
- 1992年（平成4年）、社団法人落語協会理事に就任。
- 2007年（平成19年）9月21日、「木久扇」と改名。
- 2020年（令和2年）5月13・14日、東京・明治座で「林家木久扇芸能生活60周年記念公演」を開催する予定が、新型コロナウイルス感染防止のため中止。延期されて2021年（令和3年）3月16・17日に開催された。

### 笑点
- 1969年（昭和44年）11月9日、『笑点』のレギュラーに加入。
- 1982年（昭和57年）2月7日放送の『笑点』で彦六追悼特集に兄弟子二代目橘家文蔵、林家枝二（後の春風亭栄枝）、弟弟子林家九蔵（現：三遊亭好楽）とともに出演する。
- 2019年（令和元年）11月、『笑点』出演50周年を迎えた。
- 2023年（令和5年）8月27日、『24時間テレビ 愛は地球を救う46』内のチャリティー大喜利において、後進へ譲る事を理由に翌2024年3月をもって、大喜利メンバーを卒業（勇退）することを発表した[15]。
- 2024年（令和6年）3月31日、『笑点』を勇退した。

### 自分
- 1937年（昭和12年）10月19日、東京市日本橋区久松町（現・東京都中央区日本橋久松町)生まれ。
- 1944年（昭和19年）青森県八戸市へ疎開。八戸市立柏崎小学校に在学[注釈 8]。
- 1945年（昭和20年）3月10日、東京大空襲で実家の雑貨問屋が全焼し、廃業。
- 1947年頃 西荻窪に移るが、両親が離婚[注釈 9]、母側に引き取られる。
- 1956年（昭和31年）3月、東京都立中野工業高等学校（食品化学工業課程）を卒業[16]。
  - 同年4月、「食べ物に苦労しない」という理由で森永乳業に入社[16]。
  - 同年8月、森永乳業を退社、漫画家を目指すため、漫画家清水崑に入門[16]。
- 1958年 漫画が『漫画サンデー』に掲載され、プロの漫画家となる。
- 1960年 師匠清水崑に諭され、落語家への転進を薦められる[17][16]。
- 1967年（昭和42年）5月、当時の本牧亭席亭の妹と結婚。その際に自身の結婚式と他人の結婚式の司会の営業をダブル・ブッキングしてしまい、自分の結婚式には、新郎席に柳家小きんが代理人として座るという事態となった。このことは「クイズダービー」の問題（三択問題）になり、BS笑点ドラマスペシャルでも木久扇自身のナレーションで紹介された。
- 1981年（昭和56年）12月、日本で初めてラーメンについての単行本を出し、ラーメン・ブームの火付け役となる。
- 1982年（昭和57年）5月、全国ラーメン党を結成。会長に就任。「木久蔵ラーメン」チェーンの展開を始める。
  - 同年10月27日、現在の事務所である「有限会社トヨタアート」を設立。
- 1992年（平成4年）、社団法人日本漫画家協会正会員。

### 弟子入り
- 1982年12月：林家時蔵が、兄弟子の五代目春風亭柳朝門下より二ツ目で移籍（時蔵は元弟弟子）。
- 1985年：時蔵、真打昇進。
- 1987年4月：林家きく姫が入門。
- 1989年：林家きく兵衛が入門。
- 1991年：きく姫、二ツ目昇進。
- 1992年：林家久蔵が入門。
- 1993年：きく兵衛、二ツ目昇進し林家彦いちに改名。
- 1995年
  - 久蔵、二ツ目昇進。
  - 林家きくおが入門。
- 1996年：林家十八が入門。
- 2000年
  - 十八が二ツ目昇進、林家きく麿に改名。
  - 林家木之助が入門。
- 2001年
  - きく姫が真打昇進。
  - 木之助、廃業。（二代目快楽亭ブラック門下へ）
- 2002年
  - 彦いちが真打昇進。
  - 林家ひろ木が入門。
- 2005年：ひろ木が二ツ目昇進。
- 2006年
  - 久蔵、真打昇進。
  - 林家たい木が入門。
- 2007年：きくお、二代目林家木久蔵を襲名し真打昇進。
- 2008年10月：林家扇が入門。
- 2009年3月：林家木りんが入門。
- 2010年
  - きく麿、真打昇進。
  - 林家けい木が入門。
  - たい木が林家しん平門下へ移籍。
- 2011年：林家扇兵衛が入門。
- 2013年
  - 扇が二ツ目昇進。
  - 木りんが二ツ目昇進。
- 2015年
  - けい木が二ツ目昇進。
  - 扇兵衛が二ツ目昇進。
- 2017年
  - ひろ木が真打昇進。
  - 彦いち門下に林家やまびこ、林家きよひこ、林家ひこうきが入門。初の孫弟子となる。
  - 林家木はちが入門、翌年楽屋入り。
- 2021年
  - ひこうきが落語協会退会。（笑福亭鶴光門下へ）
  - やまびこが林家やま彦に、きよひこが林家きよ彦に改名し、同時に二ツ目昇進。
  - きく麿門下に林家十八が入門。
  - 扇兵衛、木はちが廃業。
- 2022年
  - 扇が廃業。
- 2023年
  - 木りんが真打昇進、林家希林に改名。
- 2025年
  - けい木が真打昇進、林家木久彦に改名。

### 芸能
- 1975年（昭和50年）12月、シングル「酔姫エレジー」をリリースし歌手デビュー。
  - 1978年（昭和53年）シングル「いやんばか〜ん」をリリース。
  - 1979年（昭和54年）シングル「とびだすな!!」をリリース。
- 1991年（平成3年）、芸歴30周年。
- 1998年（平成10年）、大長編ドラえもん『ドラえもん のび太の南海大冒険』に、声優としてゲスト出演。
- 2001年（平成13年）、芸歴40周年。
- 2005年（平成17年）、JAROのCMキャラクターになる。
- 2006年（平成18年）、野村證券のCMに出演。
- 2012年（平成23年）4月、メガマソのボーカルのインザーギのカバーアルバム「Visualist 〜Precious Hits of V-Rock Cover Song〜」のジャケットにビジュアル系の衣装を身にまとい登場[18][19]。
  - 同年9月、ももいろクローバーZ扮する桃黒亭一門の曲「ニッポン笑顔百景」に参加。楽曲中にて小噺を披露する。
- 2019年（令和元年）12月、自身のYouTubeチャンネル「KIKUKIN TV」を開設。翌2020年（令和2年）1月の『笑点』で、自身のYouTubeチャンネルを開設したことを発表した。

### 闘病
- 2000年（平成12年）4月、初期の胃がんであることが発覚。その後、5月に手術を受けた[20]。
- 2014年（平成26年）7月、初期の喉頭癌により約1カ月半に渡って休養することを明らかにした[21]。
- 2021年（令和3年）5月24日、自宅で転倒し、左大腿骨を骨折して入院[22][23]。6月26日、退院[24][25]。

## 親子ダブル襲名
- 父・洋：初代林家木久蔵→林家木久扇
- 子・宏寿：林家きくお→2代目林家木久蔵

落語協会の発表では、2007年9月21日に正式襲名（「木久扇」自体は初代なので、厳密な意味での「襲名」にはあたらない）となる。ただし、出演しているJARO（日本広告審査機構）のCMは同年9月1日以降「木久扇」として出演している。笑点には、同年9月23日放送の「ダブル襲名披露口上」以降、「木久扇」として出演している。
- 親子の同時ダブル襲名（あるいはトリプル襲名）は、歌舞伎界では松本幸四郎家（1981年の初代松本白鸚、9代目松本幸四郎、7代目市川染五郎。2018年の2代目松本白鸚、10代目松本幸四郎、8代目市川染五郎）に代表されるように何度かあったが、落語界では史上初。
- 「生前贈与」としては2代目三遊亭金馬→3代目三遊亭金馬以来、久しぶりである。

## 受賞歴
- 2024年12月　令和6年度 ゆうもあ大賞（内藤剛志、黒川想矢と共に受賞）[26]
- 2024年12月　令和6年度文化庁長官特別表彰[27][28]。

## ギャグ・持ちネタ

### 笑点での持ちネタ
笑点の大喜利で披露した場合、大抵座布団を没収されたり他のメンバー（主に歌丸や6代目円楽）から呆れたリアクションを取られたりするものも多い。自身の回答が滑った事を察した際には「ウケないね」などと言って、自ら座布団を返上するケースもある。
- ダジャレ小噺
  - 寄席などで披露する。ダジャレを用いたさまざまな小噺を披露する。
  - 「これは絵ですか?」「えぇ」「いい絵ですね」「いいえ」
  - 「屋根」という言葉を出して「や〜ね〜。」（例：「雨が漏りますね」「や～ね～」など）
  - 「アルジェリア」「ナイジェリア」（例：「アルジェリアは日本では有名でない」「そんなことナイジェリア」など）
  - 笑点では司会者（五代目圓楽、歌丸）や観客に先に言われてしまうことが多い。「先に答えを言わないで」と返す(それに対して歌丸は「木久ちゃんの答え分かり良いんだもん」と返していた。)。好楽と先に答えを言った観客のほうを指差した。
- 木久蔵ラーメン
  - 笑点や寄席などで披露する。他のメンバーから「不味い」「保健所の査察（食中毒の調査）を受けた」「返品が多い」[注釈 10]など[注釈 11][注釈 12] といじられるが、稀にヨイショされることもある。また、木久扇本人も自虐ネタにすることが多い。『木久扇ナポリタン』や『木久扇ワンタンメン』など、関連商品のネタも多い。最近は、たい平が木久蔵ラーメンに対抗して発売した『秩父たい平カレー』や6代目円楽の『円楽腹黒ラーメン』をライバル視しており、たい平や円楽とネタで「不味い」などと罵倒し合う事が多い。
- 木久扇無理問答
  - 笑点で披露する。「一本でも、にんじんとは、これいかに？」「二本でも、ゴボウというが如し」と言うように普段は流されがちな素朴な疑問を問答にして披露することが多い。
- 花魁のマネ
  - 『笑点』で披露する。「ここで逢(お)うたも何かの縁、遊んでいってくんなまし〜」というのが決まり文句で、他にも逆説言葉で「ライオン」と「花魁」を掛けたネタをよく披露したり、これ以外にも花魁口調でネタを披露する時がある。2022年に六代目円楽が脳梗塞による入院とリハビリの為に長期休演(後に現役メンバーのまま死去)した際、番組のオープニングで笑点メンバーそれぞれが円楽に対して復帰を願うコメントを本人のイラストの中に入れた際もこの花魁口調でコメントを寄せており、学園祭でのコスプレを題材にした問題には、好楽の学園祭でのコスプレ自慢に対して、「私なんか吉原で衣装借りて花魁道中するのよ?」と返している。
- 時代劇、チャンバラ口調
  - 『笑点』で披露する。時代劇で悪役が刀で斬り付ける際に発する決まり文句を意識し、「ガタガタ言うと叩っ斬るぞ!!」「野郎共叩き斬れ!!ブハハハハ」等と発する事が多い。他にも菓子折りの底の小判や悪代官をネタにする場合もある。
- その時々に流行っている楽曲　
  - 会いたかった（AKB48の楽曲）、Z女戦争（ももいろクローバーZの楽曲）、U.S.A.（DA PUMPの楽曲）など
  - いずれも独特のリズムで歌う。挨拶や大喜利の回答では踊ることもある。
- おやじの海（村木賢吉の楽曲）
  - 笑点で披露する。答えでおできなどと発言すると歌う（海と膿をかけている）。
- チャンチキおけさ（三波春夫の楽曲）
  - 笑点で披露する。警察・探偵に関する問題になると歌う（鑑識とチャンチキをかけている）。
- ミネソタの卵売り（暁テル子の楽曲）
  - 笑点で披露する。また、暁テル子の楽曲では「東京シューシャインボーイ」などを歌う場合もある。
- 憧れのハワイ航路（岡晴夫の楽曲）
  - 笑点で披露する。
- 星の流れに（菊池章子の楽曲）
  - 笑点や寄席などで披露する。
- イヨマンテの夜（伊藤久男の楽曲）
  - 笑点で後述の雨乞い師ネタの際に祈りながら披露する。歌い出しを呪文として唱えるが、次第に「ラメチャンタラギッチョンチョン」と『東京節』の一節に変わる。
- お暇なら来てよね（五月みどりの楽曲）
  - 笑点で先述の花魁ネタの一環として披露する。
- 野ばら（童謡）
  - 笑点で披露する。
- 宇宙人のものまね
  - 笑点や寄席などで披露する。「ワレワレハウチュウジンダ」を典型とする宇宙人語を話し、最後に「ぼよよよよ〜ん…」という宇宙人特有の去り際のループ効果音で締める。時たまに桂歌丸を「ハ〜ゲチャビン…」と罵倒し、歌丸から「このバカチャビンが…」と返される。
- 河童・雨乞い師・マイケル・ジャクソン（のものまね）
  - 笑点で披露する。両隣の（好楽または昇太→三平→たい平）メンバーにネタを振られて行う。大喜利の答えに使われた場合、大抵ネタを振った側の座布団が没収となるが、木久扇の座布団ないしは両者の座布団が没収される時もある。
  - 河童ネタは、後述のように2010年には座布団10枚の賞品の元ネタとなることとなり、トルコ・カッパドキアの旅となった。
  - 他のメンバーの回答で「◯◯の河童さんどうぞ」とか振らる流れでやる場合もあり、その時はやる様に振ったメンバーに「振るなよ」と言っている。
  - 下記のレパートリーにないものまね（織田信長、明智光秀、宮本武蔵、徳川家康、森鷗外など）を振られることもあり、その時でも「私は、○○ですが…」と大河内傳次郎のマネで返すこともあり、司会者からどの物真似も同じと指摘をされる事がある。
- 相田みつをの詩集
  - 笑点で披露する。ネタの中で「○○だっていいじゃないか、にんげんだもの」と言い、最後に必ず「せんだみつお」とつける（その際、好楽から「せんだみつおじゃねぇよオイ!!」ツッコミを入れられる）。答えて暫く間を置いて「せんだみつお」と言うが、答えた後貰えるはずの座布団が「せんだみつお」と言った途端に「山田くん、やっぱりやらなくて良い」と言われて貰えない。
- エレキギター
  - 笑点で披露する。大喜利の答えに使われた場合、司会者（歌丸）に先に言われてしまうこともある。
  - 「バカバカバカバカ!」（エレキギターの音と馬鹿をかけている、1998年12月の放送で、サンタクロースからのクリスマスプレゼントに関する問題で、サンタクロースに扮したこん平が、「エレキギター欲しいかな!?」と聞き、五代目圓楽の「いりません」という答えに返しとして「そんな事言う奴は…」と前置きした上でこのネタを披露した事もある）。
- ワニのネタ
  - 笑点で披露する。（例：「ワニは怖いワニ〜」「ワニのバッグは、高いワニ〜」など）
- 言い間違い・読み間違い
  - 笑点や寄席などで披露する（「尾崎紅葉の『金色夜叉』」を「尾崎もみじの『きんいろよるまた』」や「島崎藤村」を「島崎ふじむら」と読み間違えたり、預金通帳の利子の明細を見て「としこさんから入金があった」と発言するなど。）。概ね司会者（歌丸と昇太）や他のメンバーによって訂正される。また、寄席などで披露する場合は発言後に自ら訂正している。
  - 認知症ネタとして、徘徊してどこか分からない、迷わないように支給された小道具を道端に置いて行くなどのネタ。昇太が司会に就任して以降、度々披露する。
  - 大喜利の一問目のお題に対して「今日中に（または今）やらなきゃいけないんですね?」と返答する。
  - 司会者(昇太)に対して「私は司会者、五人送ってんの(初代の立川談志から先代の桂歌丸まで他界している。)。だから次、昇太さんあんただ[注釈 13]。」と言う。

など。
備考
- 笑点の大喜利で司会者が「他に？」と回答者に言うと必ず手を挙げるため、司会者から「『他に？』ってきくと必ず手を挙げる」と恐れられている。
- 後先考えずに手を挙げて指名されると答えに窮する事があり、それを「答えを考えていないのに手を挙げた」と自虐的にネタにすることがある。
- 答えに詰まった際に「あのねぇ」と言う。

### ものまねレパートリー
- 渥美清
- 阿部九洲男
- 嵐寛寿郎
- 上田吉二郎
- 永六輔 - 木久扇の娘の名前を命名したのは永である。
- 榎本健一 - 数少ない歌真似。
- 大河内傳次郎 - 笑点や寄席などで披露する。セリフを長々と披露するため、司会者（特に歌丸）からは「ここカットね」「休み時間です」などと言われ、大抵座布団は没収となる。
- 大平正芳
- 岡晴夫 - 数少ない歌真似。
- 勝新太郎
- 春日一幸
- 片岡千恵蔵 - 木久扇は特に多羅尾伴内シリーズが好き。元TBSアナウンサー鈴木治彦の父・鈴木新助が日本橋『たいめいけん』で義太夫の会を催した時に、木久扇（当時・木久蔵）も呼ばれて落語をすることになった。当日に客として招待されていた千恵蔵の前で、『片岡千恵蔵伝』を演じた[29]。『忠臣蔵』の大石内蔵助の「各々方討ち入りでござる」と発する。
- 財津一郎 - ピアノ売ってちょうだい（タケモトピアノのCMネタ）など
- 佐々木更三
- 松鶴家千とせ
- 進藤英太郎
- 高見山大五郎
- 田中角栄
- 立川談志 - 談志が参議院議員選に出馬した時、選挙の応援をした事がある。
- 月形龍之介
- 土屋嘉男
- 東野英治郎
- 中村歌右衛門 (6代目)
- 長谷川一夫
- 花菱アチャコ
- 林家三平 (初代) - 木久扇をテレビの世界に紹介する等前座時代から付き合いがあった。
- 林家彦六 - 木久扇の師匠、笑点や寄席などで披露する。三遊亭圓生を批判するネタが多く、圓生の孫弟子である好楽や6代目円楽によって制止される。大喜利の答えに使われた場合、大抵座布団は没収となる。司会が昇太に代わってからは自らの身の上（落語家生活60年、笑点歴50年など）を語った上で、「そういう了見だから昇太さん、あんたのとこには嫁が来ない」などと、昇太が独身だった頃はそれをなじることが多かったが、結婚後は、「あんたの司会に愛はない」などの形に変化した。大河内傳次郎の物真似同様、長々と披露するネタであるため、たい平司会のスペシャル大喜利の時には、「ここ休み時間ですから」とネタにされていた。
- ピコ太郎
- HIKAKIN
- ひょっこりはん
- 森繁久彌 - 喋り真似だけではなく歌真似も
- 山形勲
- 夢屋まさる
- リ・チュニ

### 高座での持ちネタ
特に声帯模写や物真似芸を多く取り入れた創作落語の「彦六伝」「昭和芸能史」のほか、古典では主に下記のネタを演じる。高齢となった近年は、前出の創作落語のショートバージョンである「明るい選挙」を演じることが殆どである。
- 昭和芸能史
- 彦六伝
- 鮑のし
- 松竹梅
- 湯屋番
- 道具屋
- 蛇含草

## メディア

### 出演番組

#### 過去
- クローズアップ現代（NHK総合）どう守る”日本のラーメン文化” スタジオゲスト（2025年2月10日）
- 笑点（日本テレビ系列） - 解答者（1969年11月9日 - 2024年3月31日）、新メンバー（立川晴の輔）紹介（2024年4月7日）、真打昇進披露口上挨拶（2024年4月14日）、スペシャルゲスト（2024年10月20日）
- 奥さま8時半です[30]（1972年4月3日 - 1984年5月4日、TBS系列）※コーナー司会、レポーターなどとして出演した他、スタッフとして番組の構成も担当した。
- 笑えば2時だよ（1972年4月 - 1973年3月、フジテレビ）※司会
- 桃太郎侍 第86話「大当り貧乏くじ」（1978年6月4日、日本テレビ） - 雲国 役
- NHK特集「びんぼう一代 ～五代目古今亭志ん生～」（1981年3月27日、NHK総合）[31]
- オレたちひょうきん族『タケちゃんマン 三味線を持った渡り鳥』（フジテレビ）

※『オレたちひょうきん族 THE DVD 1983〜1984』の一枚目に収録されている。片岡千恵蔵の「七つの顔の男だぜ」を演じている。
- 新・アフタヌーンショー（1987年3月23日 - 10月2日、テレビ朝日）
- ご存知!旗本退屈男シリーズ（1988年 - 1993年、テレビ朝日）
- 右門捕物帖 血染めの矢 江戸－長崎 黄金強奪連続殺人に必殺の十手が挑む!（1989年12月28日、テレビ朝日） - 昭文堂 役
- 月曜ドラマスペシャル 塀の中の懲りない面々5（1990年4月9日、TBS）
- 木久蔵の人情一本釣り（1992年4月 - 10月、TBS、帯番組） - 司会
- こころ（2003年4月 - 9月、NHK総合 連続テレビ小説）- 恵比寿家大福 役
- ホタルノヒカリ2 第三夜（2010年7月21日、日本テレビ） - 菊屋麺蔵 役
- BS笑点ドラマスペシャル（2017年～2020年放送の3作品、BS日テレ） - 1作目は桂歌丸、2作目は5代目三遊亭圓楽、3作目は初代林家木久蔵（木久扇）自身の若いころの落語家人生を題材にしたドラマである。木久扇自身もカメオ出演と3作目のナレーションを行っている。
- 仮面ライダーリバイス（2021年10月3日、テレビ朝日） - 本田茂夫 役
- テレビショッピング「ハーブ健康本舗 ヒザ潤滑源」

### 著書

#### 林家木久蔵 名義
- 笑説・落語長屋（1980年6月、白帝社タイガーブックス）
- 素敵なにっぽん芸人譚（1980年、白帝社タイガーブックス）
- なるほど・ザ・ラーメン（1981年12月、かんき出版）
- のびのび人生論　ぼくの人生落語だよ（1982年6月、ポプラ社）、児童向け
- 林家木久蔵のラーメン料理学 - バッチリ７５例の献立（1983年2月、日之出出版）
- ふれんど疾風 - 笑点木久蔵交友録（1983年8月、リイド社）
- やすし・木久蔵の香港殴り込み珍道中（1983年12月、リイド社） - ※横山やすし共著
- 木久蔵の心霊教室 - 不思議を訪ねて（1983年12月、潮文社）
- シネマのマネシ - 木久蔵映画館（1984年4月、実業之日本社）
- 『木久蔵のラーメン塾』三修社、1985年12月20日。NDLJP:12102945。
- 私の下町五十景 - 浜町河岸から（1986年4月、三修社）
- 木久蔵のゲンキ創造塾―下町発！転んで起きてまっしぐら（1988年3月、佼成出版社ダルマブックス）
- ぼくはラーメンで成功した！―木久蔵の行動式経営術（1988年10月、大陸書房 新書判）
- エスカルゴ・ブックス 林家木久蔵の株はおもしろい―ちょっと自慢したいボクの株体験（1990年2月、日本実業出版社エスカルゴ・ブックス）
- 元祖キクゾー　天狗印元気乃素―噺家生活３０年。心から“ありがとう”をこめて。（1991年3月、世界文化社）
- 昭和・平成タレント太平記―私をトリコにした男たち（1991年6月、学研 新書判）
- のびのび人生論　ころんでおきてざぶとん10枚（1992年8月、ポプラ社）
- 木久蔵流錦絵草紙（1995年5月、リバティ書房）
- 描いて笑っていい気分（1998年1月、あゆみ出版）
- 林家木久蔵の子ども落語（1998～1999年、全6巻、フレーベル館） - 電子出版あり
- 輝けキクゾー交遊録（2000年10月、東京新聞出版局）
- キクゾーのチャンバラ大全（2001年3月、ワイズ出版）
- 落語の隠し味（2001年12月、フレーベル館）
- 昭和下町人情ばなし（2001年12月、NHK生活人新書） - 電子出版あり
- バカの中身　木久蔵一代（2004年6月、うなぎ書房）
- ぼくの人生落語だよ（2004年8月、ポプラ社 私の生き方文庫）
- 多羅尾伴内―七つの顔の男（2005年3月、ワイズ出版）、関貞三の著書を編

※ほか多数

#### 林家木久扇 名義
- 木久蔵流がんばらない子育て（林家木久蔵と共著、2007年5月、教育評論社）
- 親馬鹿力のおかげです―福を呼ぶ、人の育て方（林家木久蔵共著、ブルース・オズボーン写真、2008年8月、岩崎書店）
- 林家木久扇のラーメンてんぐイカニモあらわるのまき（2008年10月、チャイルド本社）
- お笑いの達人になろう！ 〈１〉 - コミュニケーション力ｕｐ 落語 （ポプラ社、2009年3月）
- 三才ムック　落語を聞くおう！ - 初心者のための落語入門（三才ブックス、2010年9月）
- 天才林家木久扇のだじゃれことばあそび１００（絵：礒みゆき、2011年5月、チャイルド本社)
- 日本語力をきたえることばあそび〈５〉伝統文化にふれる！山号寺号／むり問答／かけことば（監修・作・絵、2012年2月、フレーベル館）
- これからだ―笑いと元気が湧く林家木久扇３・１１俳句画集（2012年8月、今人舎）
- ぽにょりぽにょり（文：内田麟太郎、絵：林家木久扇、2012年12月、今人舎）
- 林家木久扇のみんなが元気になる学校寄席入門（出演・監修、こどもくらぶ編、2014年12月、全4巻、彩流社）
- がんに負けるな！―免疫力を上げるポジティブ生活術（吉野槇一共著、2015年7月、主婦と生活社） - 電子出版あり
- 林家木久扇 バカの天才まくら集（2018年2月、竹書房） - 電子版あり
- イライラしたら豆を買いなさい - 人生のトリセツ88の言葉（2020年5月、文春新書） - 電子出版あり
- 木久扇のチャンバラ大好き人生（2020年9月、ワイズ出版）
- 林家木久扇一門本 〜天下御免のお弟子たち〜 （2022年1月、秀和システム） ISBN 978-4798066066
- バカのすすめ（2022年3月、ダイヤモンド社）ISBN 978-4478109779
- バカの遺言（2024年3月、扶桑社新書）ISBN 978-4594097035 - 電子出版あり
- 子ども大学叢書２　山極壽一・きむらゆういち・林家木久扇の異色鼎談集　ゴリラとオオカミ・ヤギとゾウのお話（2024年8月、今人舎）ISBN 978-4-910658-14-8
- 木久扇の昭和芸能史 （林家たけ平（聞き手）共著、2024年11月、草思社）ISBN 978-4794227522

### レコード
- 酔姫エレジー／歌奈里亜（1975年（昭和50年）12月）
- いやんばか〜ん／木久蔵のナンチャッテ数え唄（1978年（昭和53年）4月） - 後にCDアルバム「笑タイム」にも収録。
- とびだすな!!／村のおまわりさん（1979年（昭和54年）9月） - 後にCDアルバム「SMILE」にも収録。前作「いやんばか〜ん」とは打って変わって真面目な歌で、交通ルールについて歌っており、交通安全を促す内容の歌である。

### 映画
- ある女子高校医の記録 失神（1969年） - 林家木久蔵 役
- 喜劇 いじわる大障害（1971年） - 千吉 役
- 忍術 猿飛佐助（1976年） - 落合新三郎 役
- 探偵物語（1983年） - 警官 役
- のび太の南海大冒険（1998年） - ゴンザレス 役（声の出演）
- 犬神家の一族（2006年） - 久平 役

### ドラマ
- 吾輩の部屋である（2017年9月19日 - 11月21日、日本テレビ） - カバの置物 役（声の出演）

### CD
- 「キクラクゴ」（2004年12月29日、オーマガトキ）
- 「NHK新落語名人選 林家木久蔵」（2005年12月7日、ユニバーサルミュージック）
- 「キクキクラクゴ」（2007年8月22日、オーマガトキ）息子の「林家木久蔵」(襲名前の林家きくお時代)の一席と先述の「いやんばか〜ん」も収録。
- 「空とぶプリンプリン」（2016年6月22日、日本コロムビア） - 木久ちゃんロケッツ名義。NHK「みんなのうた」（2016年6月 - 7月放送楽曲）
- 「林家木久扇 ザ・スーパースター」（2枚組、2016年12月25日、キントトレコード）

### DVD
- 「ザッツ・エンタテインメント スーパースター林家木久扇 爆笑編」（2007年9月19日、ソニー・ミュージックダイレクト）
- 「林家木久蔵一門会 爆笑ビックショー!」（2005年、有限会社 浪）

### その他作品
- 昭和バカ噺子 -林家木久扇物語-（2007年、はらのらま作画、コミック・ガンボ連載） - 原案（版元倒産になり掲載誌が休刊となったため打切り。コミックスは2巻まで刊行されている）
- 日本の話芸（NHK） - タイトル画（オープニングおよびエンディング、2020年3月まで）

### ラジオ
- 歌謡曲だよおっかさん（TBSラジオ）
- どんとこい!電リク大進撃（TBSラジオ）
- Changeの瞬間 〜がんサバイバーストーリー〜 （2020年5月17日・24日、朝日放送ラジオ）[32]

### CM・広告
- エスビー食品 練りわさび・練りからし(CM・広告、1974年)
- 中外製薬（CM、「バルサンPジェット」。追いつめ効果篇）
- 8番らーめん (北陸地区ローカル、1980年代半ば頃)
- ちどりや（旧・千鳥屋製麺所[33]）（宮城県ローカル、1983年 - 1984年頃）
- ファルケン 冬用タイヤ（CM・広告、1997年）[34]
- 野村證券（株券電子化篇）（CM・広告）
- 日本調剤（ジェネリック医薬品啓発[35]）（広告）…本人曰く、盛岡市・仙台市（仙台市交通局/川内営業所・霞の目営業所所轄のバス）では、ラッピングバスにもなっている。
- 日本広告審査機構（JARO）（CM、はなしをキクゾウ篇。親子ダブル襲名後は二代林家木久蔵と共演）
- 富士通（「らくらくスマートフォン me F-01L」。「はじめての人」篇。大竹しのぶと共演（2019年）[36]）

### 関連書籍
- 吉川潮「芸人奇行録・本当（マジ）か冗談（シャレ）か」（1988年1月、白夜書房）突飛な芸人伝」(2001年1月、新潮文庫)、「完本・突飛な芸人」(2006年3月、ちくま文庫)
- 神津友好「にっぽん芸人図鑑―珍芸・奇芸・名人芸」(1989年4月、主婦と生活社）
- 笑芸人編集部編「落語ファン倶楽部〈ＶＯＬ．３〉」(2007年2月、白夜書房）
- 「吉行淳之介対談集 やわらかい話〈２〉」（2008年3月、講談社文芸文庫）
- 吉川潮「落語の国 芸人帖」(2009年1月、河出書房新社）
- 松本尚久「芸と噺と―落語を考えるヒント」（2010年5月、扶桑社）
- 「三丁目の落語」編集委員会（編）「三丁目の落語―夕日が似合う新作落語　なつかしい人たちと新作落語で出会う」（2013年3月、講談社）
- 吉川潮「芸人という生きもの」（2015年3月、新潮選書）
- 根本圭助「忘れ得ぬ人々　思い出の風景―昭和から平成へ‐私の交遊録」(2015年6月、北辰堂出版）
- 別冊 詩とファンタジー まるごと林家木久扇（2018年8月、かまくら春秋社）
- 林家木りん「師匠! 人生に大切なことはみんな木久扇師匠が教えてくれた」（2018年6月、文藝春秋）
- 未来につながるまなびば　子ども大学〈２〉生活を楽しむ：国語・体育・家庭科・総合学習（こどもくらぶ編、2020年10月、フレーベル館）

## 趣味
- イラスト、錦絵 - 略歴節にあるように、かつては漫画家志望だった。個展を開いたこともあり、NHKで放送されている「日本の話芸」のオープニング・イラストは2020年3月まで使われていた。2024年からは笑点のオープニングアニメ、「笑点妖怪長屋編」の作画を担当している。落語協会カレンダーのイラストも長年描き続けている。雑誌・書籍・テレビからの挿し絵の依頼も多い。
- 時代劇映画鑑賞 - 落語のマクラによく使っているほか、このジャンルに絞った著書も数冊出版。好きな時代劇は『鞍馬天狗』。鞍馬天狗の出で立ちでデパートの一日店長をやっていたこともある。しかし今の子供は鞍馬天狗を知らず、ある時のサイン会で子供から「おじさんはイカですか?」と言われて止めたと言う。著書によれば、少年期から映画が好きだった。嵐寛寿郎など子供の頃に見ていた時代劇俳優の物真似も得意。嵐寛寿郎の晩年に彼との対面を果たしている。
- ラーメン食べ歩き - 趣味が高じて自分のラーメン店を開業。
  - 以上の3つは単なる趣味を越えた腕前である。
- 俳句 - 俳号は「とよ田三茶」　日本俳人協会会員。
- 剣道 - 青年期に剣道道場大義塾で剣道範士中村藤吉、全日本剣道選手権優勝者中村太郎に師事。道場の後輩に後の6代目柳家小団治（現在落語家、剣道七段）がいた。大義塾OB会会長を務める。現在も剣道好きで素振りは欠かさない。

## 一門弟子

### 真打
- 林家時蔵 -元々は木久扇の弟弟子であり、 彦六死後兄弟子の五代目春風亭柳朝門下に移籍し、柳朝の病気に伴い木久扇門下へ移籍
- 林家きく姫 - 総領弟子
- 林家彦いち
- 林家久蔵
- 二代林家木久蔵
- 林家きく麿
- 林家ひろ木
- 林家希林
- 林家木久彦

### 廃業
- 林家電蔵
- 林家雷蔵
- 林家きく麻呂 - 林家きく麿とは別人
- 林家八笑
- 林家たい木 - 林家しん平門下へ移籍後廃業
- 林家しょう木
- 林家扇兵衛
- 林家木はち
- 林家扇 - 廃業後に本名の「一丸さくら」名義で舞台俳優に転向

### 移籍
- 林家木之助（現：立川わんだ）

### 弟子の名前
実子の前名の「きくお」を含め、直弟子には平仮名混じりの高座名をつけることが多い傾向にある。笑点ではそれをネタにされることもあり、「きくおが平仮名なのは、親父の木久蔵（当時）が漢字が読めないからだ」、と言われたこともある。なお、自身でも「私にとってKYは『空気読めない』ではなく『漢字読めない』である」とネタにすることもある。
ただし、林家こん平の弟子についても「たい平」「いっ平」のような平仮名混じりの高座名をつけている（これは、こん平の師匠である初代三平の流れを汲むものだが、たい平、いっ平はこん平の直弟子である）ことから、木久扇に限ったことではないが、ネタにされるのは木久扇ぐらいである。